# Напад на таємну поліцію
«Напад на таємну поліцію» (латис. Uzbrukums slepenpolicijai) — радянський художній фільм режисера Ольгерта Дункерса, знятий за мотивами роману Альберта Белса «Голос кличе» на Ризькій кіностудії у 1974 році.

## Сюжет
Час дії — 1905 рік, розгул реакції після відомих революційних подій. З Лібави до Риги приїжджає один з керівників революційного підпілля. Під час облави його заарештовують за порушення паспортного режиму і відправляють в камеру попереднього ув'язнення для з'ясування обставин справи.
Поліція розуміє, що затриманий — один з головних учасників подій, але не має прямих доказів його провини. Той наполегливо видає себе за торговця льоном і вимагає або пред'явити йому звинувачення, або випустити на свободу.
Жандарми готові піти на крайні заходи, але арештанта звільняє група радикально налаштованих молодих бойовиків-революціонерів, які влаштували зухвалий напад серед білого дня на поліцейське управління в самому центрі Риги.

## У ролях
- Гірт Яковлєв — Карлсонс
- Карліс Себріс — Грегусс
- Гунар Цілинський — Крамеров
- Ельза Радзіня — господина Леїня
- Велта Ліне — мама Карлсонса
- Едмунд Фрейбергс — Епіс
- Арніс Ліцитіс — Бравий
- Роландс Загорскіс — Страуме
- Мірдза Мартінсоне — Аустра
- Гедімінас Гірдвайніс — Зієдіньш
- Вайроніс Яканс — Спіцаус
- Евалдс Валтерс — помічник Грегуса
- Петеріс Гаудіньш — Чомс
- Улдіс Думпіс — барон
- Маріс Путніньш — Межгайліс
- Рамонс Кепе — епізод

## Знімальна група
- Автор сценарію: Альберт Белс
- Режисер-постановник: Ольґертс Дункерс
- Оператор-постановник: Мікс Звірбуліс
- Композитор: Маргер Заріньш
- Художник-постановник: Гербертс Лікумс